# تلسکوپ نوری

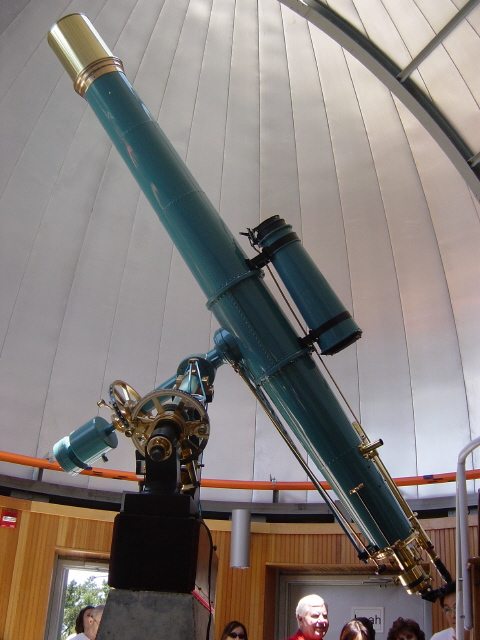
یک تلسکوپ شکستی هشت اینچی در مرکز علمی و فضایی شابو

تلسکوپ اپتیکی (به انگلیسی: Optical telescope) یا تلسکوپ نوری، تلسکوپی است که نور را متمرکز کرده و تصاویر اجسام را بزرگ می‌سازد. این تلسکوپ، تصویری در چشمی تولید می‌کند که توسط یک اخترشناس قابل رؤیت بوده یا با دروبین عکاسی ، قابل ثبت باشد.
این نوع تلسکوپ سه وظیفه‌ عمده در مشاهدات نجومی بر عهده دارد: جمع‌آوری نور در یک سطح وسیع، افزایش قطر زاویه‌ه‌ای ظاهری جسم و به دنبال آن ارتقاء تفکیک‌پذیری و استفاده در اندازه‌گیری و تعیین موقعیت اجسام.
در تلسکوپ، سطح جمع‌آوری کنندگ‌ی نور ، عدسی یا آینه است؛ بر این پایه، تلسکوپ‌های اپتیکی به سه دسته تقسیم می‌شوند:
- تلسکوپ شکستی، استفاده از لنز
- تلسکوپ بازتابی، استفاده از آینه
- تلسکوپ لنز آیینه‌ای، ترکیب لنز و آینه

مردم از تلسکوپ‌ها و دوربین‌های دوچشمی برای فعالیت‌هایی مانند اخترشناسی رصدی، پرنده‌شناسی، عملیات شناسایی یا تماشای ورزش استفاده می‌کنند.